# Vito Orlando
Vito Orlando (Erice, 20 agosto 1961) è un giornalista e dirigente sportivo italiano.

## Biografia
Negli anni '80 ha fondato a Trapani il periodico giovanile Lo scarabeo, insieme a Luciano Mirone,   Salvatore Mugno e Giacomo Pilati e collaborato con il periodico del Fronte della Gioventù "Dissenso", diretto da Gianfranco Fini. Dopo la laurea in Scienze politiche inizia a collaborare con "La Sicilia", con il "Secolo d'Italia", con il settimanale Superbasket e con Lo Stato di Marcello Veneziani. Nel 1994 ha diretto la Tv regionale Videosicilia.  Ha lavorato poi come cronista politico nel quotidiano di Palermo "Oggi Sicilia" (1997-1999). Per due legislature, dal 1999 al 2006, è stato Addetto stampa della Presidenza dell'Assemblea regionale siciliana, portavoce dei presidenti Nicola Cristaldi e Guido Lo Porto. È stato caporedattore nell'Ufficio stampa della Regione Siciliana (2006-2013) .
Ha diretto alcuni periodici: Luxury, Cronache parlamentari siciliane (2003-2006), L'Euromediterraneo, Sport Nazionale.
È stato presidente del Consiglio nazionale del Centro Nazionale Sportivo Fiamma, componente del Consiglio regionale del CONI siciliano, dirigente del Comitato zonale 90 della Federazione Italiana Pallacanestro, presidente della Società sportiva Fiamma Trapani ed Esperto per lo Sport promozionale dell'Assessore regionale al Turismo e sport Fabio Granata. È responsabile del settore Rapporti con le regioni di Alleanza Sportiva Italiana.
Nel febbraio 2022 è eletto presidente del Gruppo Uffici Stampa - Sicilia della FNSI.

## Pubblicazioni
- Il movimento fascista trapanese, Saluzzo, 1989[6]
- I padri dell'Autonomia siciliana, Palermo, 2006 (con Pasquale Hamel)[7]
- Beppe Niccolai, Scritti e discorsi, Milano, Soc. Ed. Barbarossa, 2009, ISBN 978-88-90446313[8]
- Manuel Machado, Ars Moriendi e poesie scelte (Traduzione e cura), Edizioni si24, Palermo, 2018, ISBN 978-88-31-93502-9